# Hugo Strange
Pour les articles homonymes, voir Strange.
Hugo Strange est un personnage de fiction appartenant à l'univers de DC Comics. Créé par Bob Kane et Bill Finger, il est apparu pour la première fois dans Detective Comics #36 en 1940. Il est un des premiers ennemis réguliers de Batman, il est apparu quelques mois avant le Joker et Catwoman. Hugo Strange est un des premiers personnages qui a découvert que Bruce Wayne était l'identité secrète de Batman.

## Biographie fictive
Hugo Strange acquiert une certaine célébrité à Gotham City lorsqu'il prétend se servir de sa profession de psychiatre pour étudier, puis démasquer Batman. Mais ce qui n'est au départ qu'une simple assistance à la police et à la mairie tourne bien vite à l'obsession : Strange fait de la recherche de Batman et de son identification une priorité absolue, au point de ne plus penser qu'à cela. Il monte une petite police afin de s'emparer de son adversaire. Il a bel et bien deviné que Batman et Bruce Wayne ne sont qu'une seule et même personne, mais Batman réussit à déjouer son piège en se faisant remplacer par quelqu'un d'autre sous le costume de Batman et en apparaissant sous l'identité de Bruce Wayne en même temps, ce qui discrédite complètement Strange.
Ce dernier voit sa réputation tellement en souffrir qu'il doit abandonner son cabinet, et sombre dans la folie qu'avait fini par provoquer son obsession. Il se ressaisit, sort de l'asile, et entame de nouvelles recherches sur Batman. Ses talents de profileur dans les milieux légaux de Gotham lui attirent cependant l'attention de la Société Secrète des Super-Vilains. Ensemble, ils essayent de croiser leurs renseignements afin de percer l'identité de Batman, mais Strange sait également que, même s'il a l'intime conviction que Bruce Wayne est Batman, son secret ne doit être connu que par lui et par lui seul sinon c'est son utilité, voire sa sécurité même, qui seront remises en question par les autres membres de la Société.

## Description

### Apparence
Il s'agit d'un homme barbu portant des lunettes rondes, bien entretenu physiquement et n'ayant plus que très peu de cheveux.

### Personnalité
C'est un psychanalyste aussi intelligent que dément qui considère Batman tel un fantasme et à ce titre, rêve de prendre sa place. Il sait par ailleurs que Bruce Wayne et le Chevalier Noir ne font qu'un.

## Versions alternatives

### Batman: Arkham City
Dans l'univers des jeux vidéos Batman: Arkham, Hugo Strange est un psychiatre qui étudiait l'esprits des criminels avant que Batman n'attire son attention. À un moment, il fit la rencontre de Ra's Al Ghul et les deux hommes s'associent dans le cadre d'un projet de la Ligue des Assassins pour éliminer définitivement le crime à Gotham City.
Pour cela, il s'associe avec Quincy Sharp, devenu maire de Gotham, et finance la création d'Arkham City, une ville-prison composé des bas quartiers de la ville où les criminels peuvent vivre libre, surveillés par la milice privée TYGER. Toutefois, il fait également emprisonner toute personne gênante, notamment Bruce Wayne, dont il a deviné la double identité, et Quincy Sharp, devenu inutile.
Il commencera ensuite à déclencher le Protocole 10, qui s'avèrera être la mise à mort par frappe aérienne de tous les criminels d'Arkham City par le groupe TYGER. Toutefois, Batman parvient à y mettre fin et confronte Strange à la Tour Wonder, ce dernier jubile à l'idée de commander des "forces au delà de la compréhension". Nénanmoins, il est trahi par Ra's Al Ghul qui le transperce de son épée, dans son dernier souffle, Strange active l'auto-destruction de la tour, mais Batman s'en échappe.

### Gotham
Dans la série télévisée Gotham, Hugo Strange est à la tête de l'asile d'Arkham. Officiellement psychiatre aux méthodes radicales, il mène des expériences secrètes pour le compte de la Cour des Hiboux avec l'aide de son assistante et ses employés afin de ramener les morts à la vie et créer une armée destructrice. Il y parvient notamment avec Theo Galavan, dont il calme les troubles mentaux en le persuadant d'être Azrael, un guerrier du XIIe siècle. Ensuite, il ressuscite Fish Mooney, ancienne baronne du crime de Gotham City, mais elle est la première patiente à n'avoir pas perdu la mémoire.

## Œuvres dans lesquelles le personnage apparaît

### Comics
- 1990 : Batman - Catwoman : Proie de Doug Moench et de Paul Gulacy
- 2007 : Batman et les monstres de Matt Wagner
- 2012 : Arkham City de Paul Dini et Carlos d'Anda
- 2017 : La Nuit des Monstres (édition Urban Comics, scénario : Steve Orlando, Tom King, Tim Seeley, James Tynion IV, dessins : Riley Rossmo, Roge Antonio, Andy McDonald

- 2020 : Harleen (édition Urban Comics, Stjepan Sejić

### Séries
- Gotham, interprété par B.D. Wong depuis la saison 2.

### Séries animées
- Batman (Paul Dini, Bruce Timm, Eric Radomski, 1992-1995) avec Ray Buktenica (VF : Yves Barsacq)
- Batman (The Batman, Duane Capizzi, Michael Goguen, 2004-2008) avec Frank Gorshin puis Richard Green (VF : Jean-Claude Sachot)
- La Ligue des justiciers (Justice League puis Justice League Unlimited, 91 épisodes, Paul Dini, Bruce Timm, 2001-2006)
- Batman : L'Alliance des héros (Batman: The Brave and the Bold, James Tucker, 2008-2011)
- La Ligue des Justiciers : Nouvelle Génération (Young Justice, Greg Weisman, Brandon Vietti, 2010-) avec Adrian Pasdar (VF : Vincent Ropion)

### Jeux vidéo
- Lego Batman : Le Jeu vidéo, version Nintendo DS
- Batman: Arkham City, où il est l'antagoniste principal avec le Joker.
- Injustice : Les Dieux sont parmi nous (caméo sur l'arène de l'asile d'Arkham)
- Lego DC Super-Villains : il apparaît en tant que personnage jouable